# Ржиха, Богумил
Бо́гумил Ржи́ха (иногда Ржига, чеш. Bohumil Říha; 22 февраля 1907, Южночешский край, Чехия — 15 декабря 1987, Прага) — чешский детский писатель и сценарист, лауреат премии Х. К. Андерсена.

## Биография
Родился в семье сельского кузнеца в Вышетице (ныне района Табор Южночешского края). Вместе с родителями позже переехал в Часлав, где он окончил начальную школу, а затем, в 1925 году — педагогическое училище. Три года работал в Чеславе помощником учителя. Был призван на военную службу, после которой был старшим преподавателем муниципальной школы в Габрече. Затем переехал в Подебрады, где до 1945 года продолжал работать школьным учителем.
После 1945 года — школьный инспектор в Високе-Мито. В 1952 году Ржиха избран секретарём Союза писателей ЧССР, благодаря этому часто посещал СССР, КНР, Мексику и другие страны.
В 1956—1967 годах — директор Государственного издательства детской книги. В 1967 году вышел на пенсию, но продолжал заниматься литературной деятельностью.
В 1971 году вступил в новосозданный Союз чешских писателей, затем стал членом его правления и ряда комитетов. Активно участвовал в деятельности ЮНЕСКО и Международного совета по детской и юношеской литературе, его чешского отделения.
- Лауреат Международной литературной премии имени Януша Корчака (1979) — за роман "Nový Gulliver" (1973).
- В 1980 году удостоен премии Х. К. Андерсена — международной награды за произведения для детей, иногда именуемой «детской Нобелевкой».

## Избранная библиография
- Země dokořán (1950),
- Dvě jara (1952),
- Venkovan (в 2-х томах −1955, 1958),
- Doktor Meluzín (1973).

Автор широко известных и популярных произведений для детей и юношества:
- O lékaři Pingovi (1941)
- O třech penízcích (1941)
- Honzíkova cesta (1954)
- O letadélku Káněti (1957)
- Pět bohů táhne přes moře
- Jak vodníci udobřili sumce
- Dva kluci v palbě
- Velká obrázková knížka pro malé děti (1959, 1976 в соавт.)
- Divoký koník Ryn (1966)
- Jak jel Vítek do Prahy
- Střídá se kapitán
- Adam a Otka (1970)
- Nový Gulliver (1973, научно-фантастический роман)
- Vítek (1982)

Богумилом Ржихой в 1959 г. написана «Детская энциклопедия» (чех. Dětská encyklopedie), богато иллюстрированная художником Владимиром Фука и неоднократно переиздававшаяся (1959, 1962, 1966, 1971).
Писал также исторические романы. Считается автором одного из лучших произведений на историческую тему о прошлом Чехии — исторической трилогии о периоде правления короля Чехии Йиржи из Подебрад:
- - Přede mnou poklekni (1971),
  - Čekání na krále (1977),
  - A zbyl jen meč (1978).

Книги Ржиха были переведены на многие языки мира, в том числе на русский.

## Фильмография
По сценариям Богумила Ржиха сняты фильмы:
- 1957 — Путешествие Гонзика / Honzíkova cesta
- 1959 — Каникулы в облаках / Prázdniny v oblacích
- 1976 — Дым картофельной ботвы / Dým bramborové natě
- 1983 — Divoký koník Ryn.